# Granodiorite

Composition minéralogique des roches magmatiques.

La granodiorite (de « grain » et de « diorite ») est une roche magmatique plutonique grenue proche du granite. Elle est principalement constituée de quartz (> 10 %) et de feldspaths, mais contrairement au granite, elle contient plus de plagioclases que d'orthose. Les minéraux secondaires sont la biotite, l'amphibole et le pyroxène.
Elle peut provenir de la fusion partielle de la péridotite du manteau terrestre au niveau de l'arc magmatique d'une zone de subduction, et de sa différenciation par cristallisation fractionnée lors de sa remontée.
On distingue plusieurs types de granodiorites :
- granodiorite dérivant des granites (ou des monzonites) par augmentation des plagioclases ; dans ce cas, les minéraux noirs[1] sont peu abondants ;
- granodiorite dérivant des diorites ou gabbros, par augmentation de la quantité de quartz ; les minéraux noirs sont présents jusqu'à hauteur de 40 %.

La fameuse pierre de Rosette qui permit de percer le mystère des hiéroglyphes est en granodiorite.
Les roches volcaniques correspondantes sont les dacites.